# Witold Tyborowski
Witold Tyborowski (ur. 20 listopada 1968) – polski historyk, doktor habilitowany nauk humanistycznych. Specjalizuje się w historii starożytnego Bliskiego Wschodu. Profesor nadzwyczajny w Instytucie Historii Uniwersytetu im. Adama Mickiewicza w Poznaniu, gdzie pracuje w Zakładzie Historii Starożytnego Wschodu. Od roku 2016 kierownik tego Zakładu.

## Życiorys
Stopień doktorski uzyskał w 2000 na podstawie pracy pt. Spółka kapitałowa i rolna w prawie i praktyce prawno-gospodarczej okresu starobabilońskiego (promotorem był prof. Stefan Zawadzki). Habilitował się w 2016 na podstawie oceny dorobku naukowego i rozprawy pt. Złoto Mezopotamii. Najem siły roboczej w Babilonii okresu starobabilońskiego (XIX-XVII w. przed Chrystusem).